# 孟任
孟任（？—？），鲁庄公的夫人，子般的母亲。
鲁庄公建造高台，可以看到党氏。在台上看见党氏之女孟任，就跟着她走。孟任闭门拒绝，庄公答应立她为夫人。孟任答应，割破手臂和庄公盟誓，后来生了子般。鲁庄公三十二年（前662年）八月初五日，鲁庄公寿终正寝。子般即位，住在党氏家。十月初二日，共仲派圉人荦在党家刺死了子般。季成子逃亡陈国。共仲立叔姜的儿子鲁闵公为国君。